# 同帥戰役
同帥戰役，是越南戰爭早期的一場戰鬥。
最終戰鬥以越共勝利而告終。

## 外部連結
- Dong Xoai: Seabees Earn a Special Place in Combat History （页面存档备份，存于）
- The Battle of Dong Xoai （页面存档备份，存于）